# Pata Pata
A Pata Pata Miriam Makeba dél-afrikai énekesnő egyik maradandó dala. A dal szerzője Dorothy Masuka. Lemezen 1957-ben jelent meg, amikor Makeba még Dél-Afrikában élt. 1967-ben az Egyesült Államokban az azonos című stúdióalbumon jelent meg, és a Billboard Hot 100-on a 12. helyre sorolták. A Pata Pata volt az első afrikai szám, ami bekerült az amerikai Top 10-be.
A dal felújított változata Pata Pata 2000 címmel Makeba Homeland c. lemezén jelent meg 2000-ben a Putumayo World Music kiadásában CD-n.

## A Pata Pata c. album dalai
1. Pata Pata
2. Ha Po Zamani
3. What Is Love
4. Maria Fulo
5. Yetentu Tizaleny
6. Click Song Number 1
7. Ring Bell, Ring Bell
8. Jol'inkomo
9. West Wind
10. Saduva
11. A Piece of Ground